# کوردیسلوندیا
کوردیسلوندیا (به پرتغالی: Cordislândia) یک منطقهٔ مسکونی در برزیل است که در میناز ژرایس واقع شده‌است. کوردیسلوندیا ۳٬۵۴۲ نفر جمعیت دارد.